# Memory Lane (1926)
Memory Lane is een Amerikaanse filmkomedie uit 1926 onder regie van John M. Stahl.

## Verhaal
Op de dag van haar bruiloft met Jimmy Holt merkt Mary dat ze nog altijd gevoelens heeft voor haar oude vlam Joe Field. Wanneer Jimmy erachter komt dat Joe aanwezig is op de bruiloft, komt het tot een confrontatie.

## Rolverdeling
| Acteur           | Personage               |
| ---------------- | ----------------------- |
| Eleanor Boardman | Mary                    |
| Conrad Nagel     | Jimmy Holt              |
| William Haines   | Joe Field               |
| John Steppling   | Vader van Mary          |
| Eugenie Forde    | Moeder van Mary         |
| Frankie Darro    | Straatjongen            |
| Dot Farley       | Meid                    |
| Joan Standing    | Meid                    |
| Kate Price       | Vrouw in de telefooncel |
| Florence Midgley |                         |
| Dale Fuller      |                         |
| Billie Bennett   |                         |